# Del Tongo
Del Tongo was een Italiaanse wielerploeg actief in de jaren 1982 tot 1991. Del Tongo was bijzonder succesvol in de Ronde van Italië, met tweemaal eindwinst en vele ritzeges. Onder anderen Giuseppe "Beppe" Saronni, Franco Chioccioli, Maurizio Fondriest, Franco Ballerini en Mario Cipollini reden bij Del Tongo.

## Historiek
De ploeg werd gesponsord door een Italiaanse keukenfabrikant. Pietro Algeri en Paolo Abetoni waren de vaste ploegleiders bij Del Tongo. In 1989 had Del Tongo met Maurizio Fondriest, in de fleur van zijn leven, de wereldkampioen op de weg in de rangen. Ook de Belgische sprinters Frank Hoste, Rudy Pevenage en Guido Van Calster hadden succes bij de ploeg. Del Tongo was een topploeg en vormde in feite de basis voor Lampre en MG, omdat het Italiaanse fietsmerk Colnago (1982–1988) en MG (1991) als cosponsor hebben gefungeerd. Naast Fondriest reden ook de jonge Fabio Baldato, de jonge Franco Ballerini en de jonge Mario Cipollini (en diens broer Cesare) bij deze ploeg. Mario Cipollini won bij Del Tongo zijn eerste van 42 etappes in de Ronde van Italië; in 1989, van Mantua naar Mira. Giuseppe "Beppe" Saronni en zijn broers Antonio en Alberto reden zeven jaar bij de ploeg. Giuseppe werd in 1982 wereldkampioen op de weg als renner van Del Tongo. In 1983 won Beppe voor de tweede maal de Ronde van Italië. In 1991 won Franco Chioccioli de Ronde van Italië. Del Tongo boekte daarin zeven etappezeges.

## Bekende wielrenners
- Fabio Baldato
- Franco Ballerini
- Gianbattista Baronchelli
- Franco Chioccioli
- Mario Cipollini
- Rolf Gölz
- Maurizio Fondriest
- Frank Hoste
- Zenon Jaskuła

- Dag Erik Pedersen
- Rudy Pevenage
- Lech Piasecki
- Eros Poli
- Fabio Roscioli
- Giuseppe Saronni
- Dietrich Thurau
- Guido Van Calster
- Dirk Wayenberg

## Belangrijkste overwinningen
1982
- 2e, 10e & 22e etappe Ronde van Italië: Giuseppe Saronni
- Milaan-Turijn: Giuseppe Saronni
- Ronde van Lombardije: Giuseppe Saronni
- Eindklassement Ronde van Zwitserland: Giuseppe Saronni

1983
- Milaan-San Remo: Giuseppe Saronni
- 4e, 13e & 16e (b) etappe Ronde van Italië: Giuseppe Saronni
- Eindklassement Ronde van Italië: Giuseppe Saronni
- Puntenklassement Ronde van Italië: Giuseppe Saronni
- 9e & 10e etappe Ronde van Spanje: Giuseppe Saronni

1984
- 14e etappe Ronde van Italië: Sergio Santimaria
- 2e & 13e etappe Ronde van Spanje: Guido Van Calster
- Puntenklassement Ronde van Spanje: Guido Van Calster

1985
- 2e etappe Ronde van Italië (ploegentijdrit): Emanuele Bombini, Roberto Ceruti, Frank Hoste, Luciano Loro, Rudy Pevenage, Maurizio Piovani, Giuseppe Saronni, Marco Vitali en Dirk Wayenberg
- 3e & 16e etappe Ronde van Italië: Giuseppe Saronni
- 5e etappe Ronde van Italië: Emanuele Bombini
- 6e etappe Ronde van Italië: Frank Hoste

1986
- 3e etappe Ronde van Italië (ploegentijdrit): Roberto Ceruti, Francesco Cesarini, Flavio Giupponi, Czesław Lang, Luciano Loro, Silvestro Milani, Lech Piasecki, Maurizio Piovani en Giuseppe Saronni
- 12e etappe Ronde van Italië: Lech Piasecki
- Ronde van Lombardije: Gianbattista Baronchelli

1987
- Proloog Tirreno-Adriatico: Lech Piasecki
- 3e etappe Tirreno-Adriatico: Giuseppe Saronni

1988
- 6e etappe Ronde van Italië: Franco Chioccioli
- 21e (b) etappe Ronde van Italië: Lech Piasecki

1989
- 12e etappe Ronde van Italië: Mario Cipollini

1990
- 6e & 10e etappe Ronde van Italië: Luca Gelfi
- 13e & 20e etappe Ronde van Italië: Mario Cipollini
- Parijs-Brussel: Franco Ballerini
- Ronde van Lazio: Maurizio Fondriest
- Ronde van Piemonte: Franco Ballerini

1991
- Scheldeprijs: Mario Cipollini
- 3e, 7e & 21e etappe Ronde van Italië: Mario Cipollini
- 14e etappe Ronde van Italië: Franco Ballerini
- 15e, 17e & 20e etappe Ronde van Italië: Franco Chioccioli
- Eindklassement Ronde van Italië: Franco Chioccioli

Italiaanse wielerploeg Del Tongo: 1982–1991
Barone ·
Borgognoni · 
Bortolotto ·
Ceruti ·
Guerrieri ·
Landoni ·
Maffei · 
Natale · 
Panizza ·
Alberto Saronni ·
Antonio Saronni ·
Giuseppe Saronni  ·
Van Calster ·
Zuanel
Bortolotto ·
Ceruti ·
Guerrieri ·
Natale · 
Pevenage ·
Piovani ·
Santimaria ·
Alberto Saronni ·
Antonio Saronni ·
Giuseppe Saronni  ·
Thurau ·
Van Calster ·
Vigouroux ·
Vitali
Bombini ·
Bortolotto ·
Ceruti ·
Cesarini ·
Guerrieri ·
Natale · 
Pevenage ·
Piovani ·
Santimaria ·
Alberto Saronni ·
Antonio Saronni ·
Giuseppe Saronni ·
Van Calster ·
Vitali
Bombini ·
Ceruti ·
Cesarini ·
Giovenzana ·
Giupponi ·
Gölz · 
Hoste ·
Loro ·
Pevenage ·
Piovani ·
Santimaria ·
Alberto Saronni ·
Antonio Saronni ·
Giuseppe Saronni ·
Vitali ·
Wayenberg
Baronchelli ·
Ceruti ·
Cesarini ·
Giovenzana ·
Giupponi ·
Gölz · 
Lang ·
Loro ·
Milani ·
Pevenage ·
Piasecki ·
Piovani ·
Alberto Saronni ·
Antonio Saronni ·
Giuseppe Saronni
Baronchelli ·
Ceruti (tot 30/06) ·
Cesarini ·
Colombo ·
Contini ·
Giupponi ·
Lang ·
Loro ·
Milani ·
Piasecki ·
Piovani ·
Pozzi ·
Alberto Saronni ·
Antonio Saronni ·
Giuseppe Saronni ·
Vanotti
Ballerini ·
Chioccioli ·
Gelfi ·
Giupponi ·
Lang ·
Lecchi ·
Loro ·
Milani ·
Piasecki ·
Piovani ·
Rota ·
Alberto Saronni ·
Antonio Saronni ·
Giuseppe Saronni
Amadori ·
Bergamo ·
Bielli ·
Caroli ·
Chioccioli ·
C. Cipollini ·
M. Cipollini ·
Fondriest  ·
Gelfi ·
Lecchi ·
Longo ·
Zanini ·
Zen
Amadori ·
Ballerini ·
Bielli ·
Cesarini ·
Chioccioli ·
Cipollini ·
Fondriest ·
Gelfi ·
Lecchi ·
Longo ·
Roscioli ·
Zanini ·
Zen
Baldato ·
Ballerini ·
Bielli ·
Cesarini ·
Chioccioli ·
Cipollini ·
Gelfi ·
Halupczok ·
Jaskuła ·
Lecchi ·
Pedersen ·
Poli ·
Roscioli